# Семёновское (Серпуховский район)
Семёновское — деревня в Серпуховском районе Московской области. Входит в состав Липицкого сельского поселения (до 29 ноября 2006 года входила в состав Балковского сельского округа).

## Население
| 2002 | 2006 | 2010 |
| ---- | ---- | ---- |
| 9    | ↗13  | ↘10  |

## География
Семёновское расположено примерно в 27 км (по шоссе) на юго-восток от Серпухова, на реке Коровенка (правый приток Оки), примыкая с запада к деревне Большое Грызлово, высота центра деревни над уровнем моря — 200 м.

## История
Семеновское - старинная вотчина Раевских. В середине XIX века усадьбой владел помещик Д.В. Раевский, затем - капитан А.И. Гогель. В XX веке - крестьяне Правдиков и потом Рудаченко. Сохранились остатки парка с каскадами из трёх прудов.

## Современное состояние
На 2016 год в деревне зарегистрировано 7 улиц, 1 переулок и 2 садовых товарищества. Семёновское связано автобусным сообщением с райцентром и соседними населёнными пунктами.